# ソープ反応
ソープ反応（—はんのう、Thorpe reaction）とは、有機化学における、2分子の脂肪族ニトリルが塩基の作用で縮合してエナミンに変わる反応である

。

基質のニトリル 1 から塩基によりプロトンが引き抜かれてカルバニオンが発生し、それがもう1分子の 1 のシアノ基に攻撃してイミン 2 となる。続いて、より安定な互変異性体であるエナミン 3 へと変わる。